# Ан Хан Бон
Ан Хан Бон (кор. 안한봉, 安漢奉; нар. 15 жовтня 1968) — південнокорейський борець греко-римського стилю, срібний та бронзовий призер чемпіонатів світу, дворазовий чемпіон Азії, чемпіон Азійських ігор, чемпіон Олімпійських ігор.

## Життєпис
Боротьбою почав займатися з 1982 року. У 1986 році став чемпіоном світу серед юніорів.
Виступав за спортивний клуб Samsung Life Sports, Сеул. Тренер — Кім Йон Нам.
Після закінчення активних виступів на борцівському килимі перейшов на тренерську роботу.

## Спортивні результати на міжнародних змаганнях

### Виступи на Олімпіадах
| Змагання                    | Збірна         | Вагова категорія                 | Місце  |
| --------------------------- | -------------- | -------------------------------- | ------ |
| Літні Олімпійські ігри 1992 | Південна Корея | греко-римська боротьба, до 57 кг | Золото |

### Виступи на Чемпіонатах світу
#ЗНАЧ! 

| Змагання                        | Збірна         | Вагова категорія                 | Місце  |
| ------------------------------- | -------------- | -------------------------------- | ------ |
| Чемпіонат світу з боротьби 1989 | Південна Корея | греко-римська боротьба, до 52 кг | Бронза |
| Чемпіонат світу з боротьби 1990 | Південна Корея | греко-римська боротьба, до 52 кг | Срібло |
| Чемпіонат світу з боротьби 1994 | Південна Корея | греко-римська боротьба, до 57 кг | 8      |
| Чемпіонат світу з боротьби 1995 | Південна Корея | греко-римська боротьба, до 57 кг | 6      |

### Виступи на Чемпіонатах Азії
| Змагання                       | Збірна         | Вагова категорія                 | Місце  |
| ------------------------------ | -------------- | -------------------------------- | ------ |
| Чемпіонат Азії з боротьби 1989 | Південна Корея | греко-римська боротьба, до 52 кг | Золото |
| Чемпіонат Азії з боротьби 1995 | Південна Корея | греко-римська боротьба, до 57 кг | Золото |
| Чемпіонат Азії з боротьби 1996 | Південна Корея | греко-римська боротьба, до 57 кг | 5      |

### Виступи на Азійських іграх
| Змагання           | Збірна         | Вагова категорія                 | Місце  |
| ------------------ | -------------- | -------------------------------- | ------ |
| Азійські ігри 1990 | Південна Корея | греко-римська боротьба, до 52 кг | Золото |

### Виступи на інших змаганнях
| Змагання                           | Збірна         | Вагова категорія                 | Місце  |
| ---------------------------------- | -------------- | -------------------------------- | ------ |
| Гран-прі Німеччини з боротьби 1989 | Південна Корея | греко-римська боротьба, до 52 кг | Золото |
| Турнір Акрополіса 1990             | Південна Корея | греко-римська боротьба, до 52 кг | Срібло |

### Виступи на змаганнях молодших вікових груп
| Змагання                                      | Збірна         | Вагова категорія                 | Місце  |
| --------------------------------------------- | -------------- | -------------------------------- | ------ |
| Чемпіонат світу з боротьби серед юніорів 1986 | Південна Корея | греко-римська боротьба, до 48 кг | Золото |